# Alessandra Codazzi
Alessandra Codazzi, detta Sandra (Reggio Emilia, 11 novembre 1921 – Roma, 5 maggio 2010), è stata una politica, sindacalista e partigiana italiana.

## Biografia
Nacque in una benestante famiglia cattolica di Reggio Emilia, che aveva un appezzamento di terra ad Albinea. Il padre era il tenente colonnello Alberto Codazzi (1892-1987), discendente di Agostino Codazzi, e successivamente dirigente dell'Azione Cattolica; la madre era Luisangela Boër (1891-1975), originaria di una famiglia di Oderzo.
Rifiutando da sempre di aderire alle organizzazioni giovanili fasciste, Sandra assorbì dalla famiglia il clima di apertura all'antifascismo. Il quattro agosto 1943 il padre organizzò in casa propria la prima riunione dei maggiori esponenti cattolici, tra cui Giuseppe Dossetti, per decidere le modalità della lotta armata antifascista. Sandra, con i fratelli Francesco e Giorgio, cominciò la lotta clandestina, aderendo inizialmente alle brigate Garibaldi e divenendo poi staffetta partigiana combattente per la 284ª brigata partigiana di ispirazione cattolica Fiamme Verdi "Italo", nascondendosi nell'Appennino reggiano e assumendo il nome di Rosario per evitare di essere catturata dai nazifascisti.
Laureatasi in lettere e filosofia all'Università Cattolica del Sacro Cuore di Milano, entrò dapprima nell'Azione Cattolica e nel 1954 nella CISL di Giulio Pastore, dove frequentò il Corso lungo presso il centro studi della CISL a Firenze con Mario Romani.
Tra il 10 e il 13 maggio 1962, in occasione del IV congresso confederale della CISL tenutosi al Palazzo dei Ricevimenti e dei Congressi di Roma, venne designata a dirigere l'ufficio lavoratrici e nel 1966 costituì gli uffici provinciali lavoratrici che avrebbero avuto il compito di mantenere vivace il tema del lavoro femminile. Si occupò inoltre dei diritti dei lavoratori sino a divenire segretario nazionale della Filta, la categoria dei tessili della CISL.
Alle elezioni politiche del 1976 e in quelle del 1979 fu eletta senatrice della Democrazia Cristiana. Al Senato fece parte delle commissioni Giustizia, Difesa e Industria. Nel novembre 1982, in occasione del quindicesimo convegno del movimento femminile della DC, venne eletta membro del comitato nazionale. Risultò eletta anche alle elezioni politiche del 1983.
Rimasta nubile per tutta la vita, dopo il trasferimento a Roma visse con la famiglia in un appartamento nel quartiere africano. È morta nella casa di cura Assunzione di Maria Santissima e i funerali si sono tenuti nella chiesa di Santa Emerenziana; le ceneri sono conservate in un loculo nel cimitero del Verano.

## Opere
- Lorenzo Rota, Marzio Bastianoni e Sandra Codazzi, La donna in agricoltura, Roma, Nuove Edizioni Operaie, 1976.